# Vành đai Gould

Tổ hợp đám mây ρ Oph là khu vực hình thành sao trong Vành đai Gould.

Vành đai Gould là một vòng các ngôi sao nằm trong Dải Ngân hà, có chiều dài khoảng 3000 năm ánh sáng, nghiêng về phía mặt phẳng thiên hà khoảng 16 đến 20 độ. Nó chứa nhiều sao loại O và B, và có thể đại diện cho nhánh xoắn ốc địa phương mà Mặt trời thuộc về. Hiện tại Mặt trời cách trung tâm của nhánh khoảng 325 năm ánh sáng. Vành đai được cho là từ 30 đến 50 triệu năm tuổi, và không rõ nguồn gốc. Nó được đặt theo tên của Benjamin Gould, người đã xác định nó vào năm 1879.
Vành đai chứa các ngôi sao sáng trong nhiều chòm sao bao gồm (theo hướng đi ít nhiều về phía đông) Tiên Vương, Hiết Hổ, Anh Tiên, Lạp Hộ, Đại Khuyển, Thuyền Vĩ, Thuyền Phàm, Thuyền Để, Nam Thập Tự, Nhân Mã, Sài Lang và Thiên Yết (tập hợp sao Thiên Yết - Nhân Mã). Dải Ngân hà có thể nhìn thấy trên bầu trời cũng đi qua hầu hết các chòm sao này, nhưng một chút về phía đông nam của Sài Lang.

## Tổng quan
Các khu vực hình thành sao và các loại sao OB tạo nên khu vực này bao gồm Tinh vân Lạp Hộ và các đám mây phân tử Lap Hộ, tập hợp sao OB Thiên Yết - Nhân Mã, Tiên Vương OB2, Anh Tiên OB2 và đám mây phân tử Taurus-Auriga. Đám mây phân tử Serpens chứa các vùng hình thành sao W40 và Serpens phía nam thường được đưa vào khảo sát Vành đai Gould, nhưng không phải là một phần chính thức của Vành đai Gould do khoảng cách lớn hơn.
Một lý thuyết được đề xuất vào khoảng năm 2009 cho thấy Vành đai Gould được hình thành vào khoảng 30 triệu năm trước khi một khối vật chất tối va chạm với đám mây phân tử trong khu vực của chúng ta. Cũng có bằng chứng cho rằng cũng có các vành đai tương tự vành đai Gould trong các thiên hà khác.